# Vaalermoor
Vaalermoor est une commune allemande du Schleswig-Holstein, située dans l'arrondissement de Steinburg (Kreis Steinburg), à 14 kilomètres au nord-ouest de la ville d'Itzehoe. Vaalermoor est l'une des 22 communes de l'Amt Schenefeld dont le siège est à Schenefeld.